# Controle Total
Controle Total é o primeiro single da banda brasileira Camisa de Vênus, gravado nos Estúdios WR em Salvador, em meados de 1982, e lançado em formato de Compacto simples pelo selo fonográfico independente NN Discos, na mesma época. O disco seria lançado nacionalmente pela gravadora RGE Fermata em março de 1983.
O compacto representou um passo adiante na carreira da banda baiana que era conhecida apenas por fazer shows na região da capital baiana. Com o lançamento do compacto, as duas principais estações de rádio FM do estado na época - a Itapoan FM e a FM Aratu - começaram a tocar ambas as faixas em sua programação, tornando o compacto um sucesso local. Com o lançamento nacional, o compacto venderia 8 mil cópias em menos de 30 dias e acabaria chegando a rádios do Rio de Janeiro e de São Paulo, recebendo boa radiodifusão naquelas capitais.

## Antecedentes
O Camisa de Vênus havia se formado ainda no final de 1980, mas tivera de dar uma parada quando Karl Hummel foi passar um ano na Europa. Os outros membros da banda tentaram substituí-lo e continuar, mas, após audições de vários músicos, perceberam o som da banda mudava muito com outra pessoa tocando no lugar de Karl. Sendo assim, a banda ficou em um hiato e só voltou em março de 1982, quando passaram a fazer constantes apresentações na região de Salvador. Essas apresentações tornaram a banda muito conhecida na cidade, com uma quantidade muito grande de apoiadores - entre os seus fãs - e detratores - a elite cultural baiana.

## Gravação e produção
Com o barulho gerado com os shows na capital baiana, Marcelo Nova recebe uma pessoa chamada Antônio Britto na rádio em que trabalhava como radialista, a FM Aratu, oferecendo a chance de a banda lançar um compacto pelo seu selo independente, a NN Discos. Marcelo Nova aceita a proposta e a banda registra duas canções em um estúdio de 8 canais chamado Estúdios WR, em Salvador, em meados de 1982. Os técnicos de estúdio ficaram preocupados com o impacto para a carreira deles, porque o nome dos engenheiros de som constaria na ficha técnica do compacto.

## Resenha musical
O compacto abre com "Controle Total", canção inspirada na música "Complete Control" da banda de punk rock inglesa The Clash - o que é admitido por uma nota presente na ficha técnica do compacto. A banda modificou levemente melodia, harmonia e ritmo da canção original, além de escrever uma letra que nada devia à original, sendo completamente focada em problemas que Nova e Mullem viam na sua realidade baiana.
Já o lado B fecha o disco com "Meu Primo Zé", inspirada na canção "My Perfect Cousin" da banda de punk rock norte-irlandesa The Undertones. Assim como na faixa do lado A, aqui a banda também utilizou leves modificações em melodia, harmonia e ritmo, entretanto escreveu uma letra com o mesmo tema da canção original, embora com diversas diferenças de modo a adaptar a música à realidade brasileira.

## Lançamento e recepção
A canção foi lançada em meados de 1982 pelo selo independente NN Discos, ficando restrito à região da capital baiana. Devido ao clima que já estava instalado em Salvador ao redor da polêmica que a banda havia gerado com os seus shows, ambas as canções passaram a receber atenção das principais rádios FM da capital baiana. Primeiramente, Ricardo Henrique - disco-jóquei da rádio Itapoan FM, concorrente da rádio na qual Marcelo Nova trabalhava - passou a tocar a canção na sua rádio. Em seguida, a própria Aratu FM começou a tocar a canção. Com o sucesso radiofônico, em menos de um mês a banda já havia vendido todas as cópias do seu compacto de estreia.
Em março de 1983, o compacto foi relançado nacionalmente pela RGE Fermata. O disco venderia 8 mil cópias em menos de 30 dias, chegando também a rádios de São Paulo e Rio de Janeiro - como a rádio Fluminense FM - e recebendo boa difusão naquelas capitais, o que acabaria pavimentando o caminho da banda até o Sudeste.

## Faixas
| Lado A |                  |                               |         |  |
| N.º    | Título           | Compositor(es)                | Duração |  |
| 1.     | "Controle Total" | Gustavo Mullem / Marcelo Nova | 3:41    |  |

| Lado B         |                |                            |         |  |
| N.º            | Título         | Compositor(es)             | Duração |  |
| 1.             | "Meu Primo Zé" | Karl Hummel / Marcelo Nova | 2:28    |  |
| Duração total: | Duração total: | Duração total:             | 6:09    |  |

## Créditos
Créditos dados pelo Discogs.

### Músicos
- Marcelo Nova: Vocal
- Karl Hummel: Guitarra base
- Gustavo Mullem: Guitarra solo
- Robério Santana: Baixo elétrico
- Aldo Machado: bateria

### Ficha técnica
- Produção: Camisa de Vênus
- Gravação: Nestor Madrid e Bocha Caballero
- Mixagem: Wesley Rangel
- Capa: Marcelo Nova
- Layout e ilustração: Fernando B. Pedreira
- Logotipo: Marla Nova e Pete